# Bruno Hinz
Bruno Hinz (25 de agosto de 1915 - 28 de fevereiro de 1968) foi um oficial alemão que serviu no Deutsches Heer durante a Segunda Guerra Mundial. Foi condecorado com a Cruz de Cavaleiro da Cruz de Ferro com Folhas de Carvalho.

## Condecorações
| Cruz de Ferro (1939) 2ª Classe                                   | 16 de junho de 1940   |
| Cruz de Ferro (1939) 1ª Classe                                   | 2 de dezembro de 1941 |
| Cruz Germânica em Ouro                                           | 17 de abril de 1943   |
| Distintivo de Combate Fechado em Ouro                            | 5 de setembro de 1944 |
| Cruz de Cavaleiro da Cruz de Ferro                               | 2 de dezembro de 1943 |
| Cruz de Cavaleiro da Cruz de Ferro com Folhas de Carvalho nº 559 | 23 de agosto de 1944  |